# Jehan de Launoy
Pour le prêtre du XVIIe siècle, voir Jean de Launoy.
Pour l'homme de guerre du XIVe siècle, voir Jehan de Launay.
Jehan de Launoy est un résistant français né le 7 août 1900 à Dunkerque et fusillé par les Allemands le 27 octobre 1942 à Paris. Résistant de la première heure, plutôt marqué à droite, il fonde le réseau et le journal clandestin La Vérité française, rattaché ultérieurement au réseau du musée de l'Homme.

## Biographie
Jean Gabriel de Launoy naît le 7 août 1900 à Dunkerque d'un père Victor Achille, négociant, et de son épouse Marie Marthe Clère,.
Il s'engage dans l'armée où il sert au 14e régiment de spahis. Il participe à la guerre du Rif au Maroc et obtient la croix de Guerre et la médaille coloniale.
Sur le plan politique, il est membre des Camelots du Roi, proche en 1926 de l'Action française. Il se dit « comte de Launoy » et utilise « Jehan » pour prénom.
Il épouse le 6 septembre 1930 à Paris Yvonne Kety, dont il a un enfant. Il passe une capacité en droit et travaille dans les assurances : à l'approche de la Seconde Guerre mondiale, il est inspecteur dans la compagnie La Paix, à Paris.
Mobilisé en septembre 1939 dans une unité non combattante, il intègre la cavalerie motorisée après avoir demandé à rejoindre le front. À la démobilisation, il regagne la capitale où il se lance dès septembre 1940 dans la résistance, fondant le groupe Vérité française. L'organisation édite et diffuse un journal clandestin du même nom, un des tout premiers en zone occupée, dont 30 exemplaires paraissent de septembre 1940 à novembre 1941. De Launoy y écrit sous le pseudonyme de « Jehan Chouan ». Les membres du groupe clandestin sont plutôt des bourgeois et des notables, conservateurs voire réactionnaires : autour de Jehan de Launoy gravitent des religieux dominicains, des médecins, des vétérinaires, un industriel, un directeur commercial, des anciens officiers comme le capitaine Ernest Massip, — auquel se joignent ses deux filles, Thérèse et Marie-Josette. L'organisation met en place des filières d'évasion, se procure et cache des armes. Sa zone d'action est principalement en région parisienne, à Paris, Versailles et Courbevoie, mais aussi à Soissons et Villers-Cotterêts.
En décembre 1940, Launoy rencontre l'ancien colonel Maurice Dutheil de La Rochère et par son intermédiaire s'intègre dans la nébuleuse qui sera nommée après-guerre réseau du musée de l'Homme. Mais son organisation est infiltrée par un agent double, Jacques Desoubrie, dont de Launoy fait son secrétaire : la Vérité française est décapitée le 25 novembre 1941 lors d'un vaste coup de filet des occupants, qui procèdent ce jour à plus de cent trente interpellations. Incarcéré à Fresnes avec plusieurs de ses compagnons — dont les Massip —, Jehan de Launoy s'y remarie le 20 mai 1942 avec Thérèse, dont il a eu deux enfants. Tenu à juste titre pour l’inspirateur et le chef de file de l’organisation, il est condamné à mort par le tribunal militaire de la rue Boissy-d'Anglas le 27 mai. Il est fusillé le 27 octobre au stand de tir du ministère de l’Air avec cinq autres membres du groupe.
Thérèse est quant à elle libérée en juin.
A titre posthume, Jehan de Launoy est nommé capitaine des Forces françaises de l'intérieur, reçoit la médaille de la Résistance française en mars 1947 et est nommé chevalier de la Légion d’Honneur en avril, recevant simultanément la croix de guerre 1939-1945 avec palme.

## Distinctions
- Chevalier de la Légion d'honneur à titre posthume (12 avril 1947)[4]
- Croix de guerre 1939–1945, palme de bronze à titre posthume, attribuée avec sa nomination comme chevalier de la Légion d'honneur[4]
- Croix de guerre des Théâtres d'opérations extérieurs[4]
- Médaille de la Résistance française avec rosette à titre posthume (31 mars 1947)[8]
- Médaille coloniale[4]